# Cumberland (Maryland)
Cumberland is een plaats (city) in de Amerikaanse staat Maryland, en valt bestuurlijk gezien onder Allegany County.

## Demografie
Bij de volkstelling in 2000 werd het aantal inwoners vastgesteld op 21.518.
In 2006 is het aantal inwoners door het United States Census Bureau geschat op 20.758, een daling van 760 (-3,5%).

## Geografie
Volgens het United States Census Bureau beslaat de plaats een oppervlakte van
23,5 km², geheel bestaande uit land. Cumberland ligt op ongeveer 229 m boven zeeniveau.

## Plaatsen in de nabije omgeving
De onderstaande figuur toont nabijgelegen plaatsen in een straal van 12 km rond Cumberland.

## Geboren
- Edward Ord (1818-1883), generaal
- Edward Mallory (1930-2007), acteur
- Drew Hankinson (1983), worstelaar